# Festival de Quadrilhas Juninas do Nordeste
O Festival de Quadrilhas Juninas do Nordeste, ou Festival de Quadrilhas Juninas da Globo Nordeste, é um evento realizado anualmente, no mês de julho, na região Nordeste do Brasil, onde participam quadrilhas juninas representantes de todos os estados do Nordeste. A atual campeã do festival é a Quadrilha Junina Amanhecer no Sertão, com o tema "Até que a morte nos separe".
Ao todo 10 quadrilhas disputam o título do Nordestão, sendo uma representante de cada estado, eleita nas eliminatórias estaduais (campeãs estaduais) e uma décima representante do estado que sedia o certame final.
A TV Globo Nordeste apoia o evento e dá nome à disputa.

## Edição 2025
O festival aconteceu no dia 29 de junho no Sesc LER Goiana, na cidade de Goiana, Pernambuco. Participaram as 9 quadrilhas campeãs estaduais além da vice-campeã do estado de Pernambuco, pelo fato do estado ser sede do festival.
| Quadrilha Junina    | UF                  | Colocação         | Pontuação | Tema                                |
| ------------------- | ------------------- | ----------------- | --------- | ----------------------------------- |
| Amanhecer no Sertão | Alagoas             | Campeã            | 357,2     | "Até que a morte nos separe"        |
| Luar do São João    | Piauí               | Vice-campeã       | 356,9     | "A Invenção do Matuto"              |
| Lumiar              | Pernambuco          | Terceira colocada | 355,3     | "O Casório do Curió"                |
| Pioneiros da Roça   | Sergipe             | 4º                | 353,9     | “Divina”                            |
| Moleka 100 Vergonha | Paraíba             | 5º                | 352,2     | “Sob a Luz do Nosso Olhar”          |
| Zabumba             | Pernambuco          | 6º                | 350,9     | “Promissão”                         |
| Junina São João     | Rio Grande do Norte | 7º                | 350,6     | “Almas Vaqueiras”                   |
| Paixão Nordestina   | Ceará               | 8º                | 349,9     | “Uma paixão na Terra da Encantaria” |
| Arrasta Pé          | Maranhão            | 9º                | 349,3     | “A Cabeça do Santo”                 |
| Luar do Recôncavo   | Bahia               | 10º               | 343,7     | “ArtesãONato e o Coração de Argila” |

Além da premiação do 1° ao 3° lugar, houve também a entrega dos destaques das apresentações.
| ㅤㅤㅤㅤㅤㅤㅤㅤㅤㅤDestaqueㅤㅤㅤㅤㅤㅤㅤㅤㅤㅤ | ㅤㅤㅤㅤㅤㅤQuadrilha Juninaㅤㅤㅤㅤㅤㅤ |
| ------------------------------------------------ | ---------------------------------------- |
| Melhor Marcador/Marcatriz                        | Luar do São João                         |
| Melhor Casamento                                 | Lumiar                                   |
| Melhor Destaque                                  | Zabumba                                  |

## Edição 2024
O festival aconteceu no dia 22 de junho no Ginásio Geraldão, no bairro da Imbiribeira, na cidade de Recife, Pernambuco. Participaram as 9 quadrilhas campeãs estaduais além da vice-campeã do estado de Pernambuco, pelo fato do estado ser sede do festival.
| Quadrilha Junina    | UF                  | Colocação         | Pontuação | Tema                                                              |
| ------------------- | ------------------- | ----------------- | --------- | ----------------------------------------------------------------- |
| Raio de Sol         | Pernambuco          | Campeã            | 359,6     | “A engrenagem que nos move”                                       |
| Lumiar              | Pernambuco          | Vice-campeã       | 356,9     | "Cheirosas"                                                       |
| Luar do São João    | Piauí               | Terceira colocada | 355,3     | "O Jumento de Troia"                                              |
| Flor de Mandacaru   | Maranhão            | 4º                | 353,2     | “Terra, Vida e Esperança”                                         |
| Zé Testinha         | Ceará               | 5º                | 350,5     | “São João dos Cangaçeiros, Um Conto de Cangaço, Santo e Profecia” |
| Balão Dourado       | Rio Grande do Norte | 6º                | 348       | “A Nordestina Feira dos Mitos”                                    |
| Pioneiros da Roça   | Sergipe             | 7º                | 347,9     | “Incandeia: Um facho de luz que cega e clareia o mundo de João”   |
| Moleka 100 Vergonha | Paraíba             | 8º                | 347,8     | “A Graça não é de Graça!”                                         |
| Forró do ABC        | Bahia               | 9º                | 346,2     | “Zambiapunga: A Artimanha Nordestina de Lidar com a Morte”        |
| Amanhecer no Sertão | Alagoas             | 10º               | 344,1     | “Broduei: a Esquina do Mundo também é aqui”                       |

## Edição 2023
A final do festival aconteceu no dia 18 de junho no Ginásio Geraldão, no bairro da Imbiribeira, na cidade de Recife, Pernambuco.
| Quadrilha Junina         | UF                  | Colocação         | Pontuação | Tema                                  |
| ------------------------ | ------------------- | ----------------- | --------- | ------------------------------------- |
| Luar do São João         | Piauí               | Campeã            | 357,8     | “A devota que virou santa”            |
| Flor de Mandacaru        | Maranhão            | Vice-campeã       | 357       | "Bumba - amor e liberdade"            |
| Lumiar                   | Pernambuco          | Terceira colocada | 356,7     | "A luz de tieta"                      |
| Companhia Junina da Ilha | Bahia               | 4º                | 354,2     | “Água benta com pimenta”              |
| Lume da Fogueira         | Rio Grande do Norte | 5º                | 353       | “A moeda”                             |
| babaçu                   | Ceará               | 6º                | 352,7     | “Festança - sempre foi São João”      |
| Século XX                | Sergipe             | 7º                | 350,4     | "Cortejo atemporal"                   |
| Evolução                 | Pernambuco          | 8º                | 350,4     | “Valencianas”                         |
| Amanhecer do Sertão      | Alagoas             | 9º                | 348,7     | "Lampejo: a luz da tradição"          |
| Lageiro Seco             | Paraíba             | Desclassificada*  | -         | "Juro que vi - histórias de interior" |

*"A assessoria jurídica do evento afirmou que a Quadrilha Junina Lageiro Seco (PB) foi desclassificada do festival, devido ao uso de papel laminado picado na apresentação."

## Edição 2019
A final do festival aconteceu na cidade de Goiana, em Pernambuco, no dia 23 de junho. Participaram as 9 quadrilhas campeãs estaduais além da vice-campeã do estado de Pernambuco, pelo fato do estado ser cede do festival. 
| Quadrilha Junina     | UF                  | Colocação         | Pontuação | Tema                                             |
| -------------------- | ------------------- | ----------------- | --------- | ------------------------------------------------ |
| Luar do São João     | Piauí               | Campeã            | 443,70    | “Pais tropical, São João Tropicália”             |
| Lumiar               | Pernambuco          | Vice-campeã       | 439,30    | "Compadrio - São João dormiu, São Pedro acordou" |
| Babaçu               | Ceará               | Terceira colocada | 436,20    | "O grande encontro."                             |
| Lume de Fogueira     | Rio Grande do Norte | 4º                | 434,60    | “Juntos seremos nós.”                            |
| Santa Fé             | Alagoas             | 5º                | 431,30    | “Tem pra todo o gosto”*                          |
| Unidos de Asa Branca | Sergipe             | 6º                | 421,90    | “Eu já escuto os teus sinais”                    |
| Flor de Mandacaru    | Maranhão            | 7º                | 416,60    | “O divino sou eu”                                |
| Dona Matuta          | Pernambuco          | 8º                | 414,00    | “Dona Matuta: de fato e de direito.”             |
| Cia Junina da Ilha   | Bahia               | 9º                | 412,70    | " A Promessa"                                    |
| Moleka 100 Vergonha  | Paraíba             | 10º               | 397,60    | "A nossa voz"                                    |

## Edição 2018
A final do festival aconteceu no dia 25 de junho e teve como sede a cidade de Goiana, no estado de Pernambuco. Foram classificadas as quadrilhas campeãs dos noves estados do Nordeste mais a segunda colocada do campeonato pernambucano, local que sediou a competição regional.
A quadrilha Unidos de Asa Branca, do estado de Sergipe, foi desclassificada após um dos seus integrantes acender um isqueiro durante a apresentação, o que é proibido pelo regulamento.
| Quadrilha Junina     | UF                  | Colocação         | Pontuação | Tema                                                    |
| -------------------- | ------------------- | ----------------- | --------- | ------------------------------------------------------- |
| Lumiar               | Pernambuco          | Campeã            | 344,90    | “Solteira é que não fico”                               |
| Babaçu               | Ceará               | Vice-campeã       | 336,60    | "A força que nunca seca"                                |
| Capelinha do Forró   | Bahia               | Terceira colocada | 331,40    | "Midas... um toque de ouro no São João"                 |
| Tradição             | Pernambuco          | 4º                | 327,90    | “São João em Saruê!”                                    |
| Luar do São João     | Piauí               | 5º                | 327,60    | “O labirinto visível apenas aos que acreditam”          |
| Lageiro Seco         | Paraíba             | 6º                | 326,40    | “Ribeiras: uma festa junina em louvação ao povo do rio” |
| Luar do Sertão       | Alagoas             | 7º                | 324,50    | “Isso é lá de Santo Antônio”                            |
| Coração Nordestino   | Rio Grande do Norte | 8º                | 319,30    | “Seria um sonho se não fosse verdade”                   |
| Matutos do Rei       | Maranhão            | 9º                | 304,90    | “Cangaço: o coração da loucura”                         |
| Unidos em Asa Branca | Sergipe             | Desclassificada   | 0         | "Quem acredita sempre alcança"                          |

## Edição 2017
Pela segunda vez consecutiva a Junina Babaçu levanta o troféu de campeã do Festival Regional de Quadrilhas Juninas da Rede Globo Nordeste, em 2017.
| Quadrilha Junina     | UF                  | Colocação         | Pontuação | Tema                                                                                      |
| -------------------- | ------------------- | ----------------- | --------- | ----------------------------------------------------------------------------------------- |
| Babaçu               | Ceará               | Campeã            | 497,90    | “Baião made in Sertão”                                                                    |
| Lumiar               | Pernambuco          | Vice-campeã       | 490,50    | "O banho de São João"                                                                     |
| Junina São João      | Rio Grande do Norte | Terceira colocada | 483,70    | "VidAMorte - No São João, houve um dia em que a Morte se apaixonou pela Vida"             |
| Santa Fé             | Alagoas             | 4º                | 478,60    | “300 anos de Fé na Santa”                                                                 |
| Capelinha do Forró   | Bahia               | 5º                | 475,80    | “Vidas”                                                                                   |
| Sanfona Branca       | Paraíba             | 6º                | 471,10    | “A Tarefa de Viver é Dura, Mas é Fascinante Sob o Sol do Sertão”                          |
| Evolução             | Pernambuco          | 7º                | 468,90    | “Chico Vive”                                                                              |
| Unidos em Asa Branca | Sergipe             | 8º                | 465,30    | "Feitos da fé."                                                                           |
| Luar do São João     | Piauí               | 9º                | 445,10    | "As luzes vão brilhar... É fúria e paixão. Sou livre pra sonhar nos embalos de São João." |
| Flor de Mandacaru    | Maranhão            | 10º               | 437,50    | "Aos vivos e às flores."                                                                  |

## Edição 2016
Resultado da final regional foi divulgado no domingo 26 de junho, no ginásio do Sesc em Goiana. A primeira colocação ficou com a Junina Babaçu, do Ceará.
| Quadrilha Junina    | UF                  | Colocação         | Pontuação | Tema                                                      |
| ------------------- | ------------------- | ----------------- | --------- | --------------------------------------------------------- |
| Babaçu              | Ceará               | Campeã            | 516,00    | "Boi Babaçu, o boi do Brasil"                             |
| Moleka 100 Vergonha | Paraíba             | Vice-campeã       | 507,30    | "Não te assombres"                                        |
| Capelinha do Forró  | Bahia               | Terceira colocada | 505,60    | " Dom. Que Xote?"                                         |
| Tradição            | Pernambuco          | 4º                | 504,10    | “Na Festa dos Bugigangueiros, strass não tem valor”       |
| Dona Matuta         | Pernambuco          | 5º                | 499,20    |                                                           |
| Lume da Fogueira    | Rio Grande do Norte | 6º                | 495,60    | “O tom Carmin da nossa arte: e se assim fosse? o musical” |
| Luar do Sertão      | Alagoas             | 7º                | 464,30    |                                                           |
| Luar do São João    | Piauí               | 8º                | 464,20    | “Nordestino de coração, que povo é esse? É camaleão!”     |
| Pioneiros na Roça   | Sergipe             | 9º                | 459,60    | “A Cultura do Povo Cigano”                                |
| Matutos do Rei      | Maranhão            | 10º               | 456,80    |                                                           |

## Edição 2015
A competição regional reuniu quadrilhas vencedoras das etapas estaduais, entre dez representantes do Nordeste brasileiro. A campeã foi a quadrilha Moleka 100 Vergonha, da Paraíba, com 502,25 pontos. 
A final aconteceu no dia 28 de junho, em um domingo, no município de Goiana.
| Quadrilha Junina    | UF                  | Colocação         | Pontuação |
| ------------------- | ------------------- | ----------------- | --------- |
| Moleka 100 Vergonha | Paraíba             | Campeã            | 502,25    |
| Amanhecer no Sertão | Alagoas             | Vice-campeã       | 502,05    |
| Lume da Fogueira    | Rio Grande do Norte | Terceira colocada | 501,35    |
| Origem Nordestina   | Pernambuco          | 4º                | 497       |
| Raio de Sol         | Pernambuco          | 5º                | 495,40    |
| Luar do São João    | Piauí               | 6º                | 487,60    |
| Pioneiros da Roça   | Sergipe             | 7º                | 487,20    |
| Luar do Sertão      | Ceará               | 8º                | 476       |
| Matutos do Rei      | Maranhão            | 9º                | 468,50    |
| Girassol do Iguape  | Bahia               | 10º               | 456,20    |

## Edição 2014
Participam da final dez quadrilhas juninas, vindas de nove estados do Nordeste. 
O Festival Regional de Quadrilhas Juninas da TV Globo Nordeste premiou o grupo Luar do Sertão na fase final da competição, que aconteceu na noite do domingo, 22 de junho, na quadra do Sesc de Goiana, Mata Norte do estado de Pernambuco.
| Quadrilha Junina      | UF                  | Colocação         | Pontuação |
| --------------------- | ------------------- | ----------------- | --------- |
| Luar do Sertão        | Alagoas             | Campeã            | 519,50    |
| Capelinha do Forró    | Bahia               | Vice-campeã       | 508,20    |
| Moleka 100 Vergonha   | Paraíba             | Terceira colocada | 505,50    |
| Arraial Balão Dourado | Rio Grande do Norte | 4º                | 495,20    |
| Unidos em Asa Branca  | Sergipe             | 5º                | 489,70    |
| Dona Matuta           | Pernambuco          | 6º                | 484,80    |
| Luar do São João      | Piauí               | 7º                | 474,80    |
| Zé Matuto             | Pernambuco          | 8º                | 474,10    |
| Matutos do Rei        | Maranhão            | 9º                | 454,50    |
| Cheiro de Terra       | Ceará               | 10º               | 440,30    |

## Edição 2013
A grande final regional do Festival de Quadrilhas Juninas da Globo Nordeste de 2013 foi disputado na noite do sábado (29) e entrou pela madrugada do domingo (30), durante o mês de junho. Foi realizada no Pátio de Eventos do Cabo de Santo Agostinho, no Grande Recife.
| Quadrilha Junina      | UF                  | Colocação         | Pontuação | Tema                                             |
| --------------------- | ------------------- | ----------------- | --------- | ------------------------------------------------ |
| Moleka 100 Vergonha   | Paraíba             | Campeã            | 496,30    |                                                  |
| Arraial Balão Dourado | Rio Grande do Norte | Vice-campeã       | 492,80    |                                                  |
| Tradição              | Pernambuco          | Terceira colocada | 490,80    | "O Bilhete Premiado"                             |
| Raio de Sol           | Pernambuco          | 4º                | 481,00    | “Bumba meu boi, bumba para contar e para dançar” |
| Amanhecer no Sertão   | Alagoas             | 5º                | 467,60    |                                                  |
| Paixão Nordestina     | Ceará               | 6º                | 467,60    |                                                  |
| Unidos em Asa Branca  | Sergipe             | 7º                | 457,40    |                                                  |
| Capelinha do Forró    | Bahia               | 8º                | 455,50    |                                                  |
| Grupo Cultural Lumiar | Piauí               | 9º                | 436,60    |                                                  |
| Arrastapé             | Maranhão            | 10º               | 432,70    |                                                  |

## Edição 2012
A final aconteceu na noite de sábado, 1 de julho, no Cabo de Santo Agostinho. A primeira colocada foi a Junina Dona Matuta, de Pernambuco, já a segunda  foi a Junina Lume da Fogueira, do Rio Grande do Norte.
| Quadrilha Junina    | UF                  | Colocação         |
| ------------------- | ------------------- | ----------------- |
| Dona Matuta         | Pernambuco          | Campeã            |
| Lume da Fogueira    | Rio Grande do Norte | Vice-campeã       |
| Raio de Sol         | Pernambuco          | Terceira colocada |
| Babaçu              | Ceará               | 4º                |
| Moleka 100 Vergonha | Paraíba             | 5º                |
| Luar do Sertão      | Alagoas             | 6º                |
| Capelinha do Forró  | Bahia               | 7º                |
| Pioneiros da Roça   | Sergipe             | 8º                |
| Rei do Cangaço      | Piauí               | 9º                |
| Matutos do Rei      | Maranhão            | 10º               |

## Edição 2011
A edição de 2011 também aconteceu no Cabo de Santo Agostinho, cidade da região metropolitana do Recife. A representante de Pernambuco, a Quadrilha Junina Tradição sagrou-se Campeã, com o tema: Xadrez, preto e branco á cores. O melhor marcador do Nordeste também é pernambucano: Sergio Trindade, da quadrilha junina Dona Matuta. O Estado emplacou mais um título, ao conquistar o prêmio de melhor casamento, também com a Junina Tradição.

Colocação geral do Festival de Quadrilhas Juninas da Rede Globo Nordeste 2011:
| Colocação   | Quadrilhas juninas   | Estado              | Tema                                                                            |
| Campeã      | Junina tradição      | Pernambuco          | Xadrez: Preto e branco a cores                                                  |
| Vice-campeã | Unidos em Asa Branca | Sergipe             | Mulher nordestina, um eclipse de tradição                                       |
| 3º lugar    | Moleka 100 Vergonha  | Paraíba             | Em que você acredita?                                                           |
| 4º lugar    | Dona Matuta          | Pernambuco          | A luz do são joão                                                               |
| 5º lugar    | Lumiar do Parnaíba   | Piauí               | Vim lhe falar, vim lhe avisar, no terreiro da fazenda tem quadrilha Lumiar      |
| 6º lugar    | Luar do Sertão       | Alagoas             | Estrelas vão brilhar e iluminar o céu e os anjos vão cantar com a noite de Luar |
| 7º lugar    | Asa Branca           | Bahia               | Casamento de Lampião e Maria Bonita no encantado mundo do cordel                |
| 8º lugar    | Balão Dourado        | Rio Grande do Norte | Balão                                                                           |
| 9º lugar    | Zé Testinha          | Ceará               | Conflito racial                                                                 |
| 10º lugar   | Zé Comeu             | Maranhão            | Sanfoneiro puxa o fole que o Zé Comeu chegou!                                   |

## Edição 2010
A final do festival de 2010 teve como sede o Chevrolet Hall em Olinda. A campeã foi a quadrilha Ceará Junino, do Ceará. As segunda e terceira posições ficaram com as representantes de Pernambuco, em segundo a Junina Tradição do Morro da Conceição  e Dona Matuta de San Martin.
Na premiação especial, a quadrilha Arrasta Pé, do Maranhão, ganhou o melhor casamento. O destaque foi a Noiva da quadrilha Ceará Junino. Já o melhor marcador foi de Pernambuco: Sérgio Trindade, da Dona Matuta.
Colocação geral do Festival de Quadrilhas Juninas da Rede Globo Nordeste 2010:
| Quadrilha Junina      | UF                  | Colocação         | Tema                                                                                     |
| --------------------- | ------------------- | ----------------- | ---------------------------------------------------------------------------------------- |
| Ceará Junino          | Ceará               | Campeã            | " O colorido das fitas te leva ao São João da Ceará Junino."                             |
| Tradição              | Pernambuco          | Vice-campeã       | " Causo nordestinos: Hoje é meu dia de sorte."                                           |
| Dona Matuta           | Pernambuco          | Terceira colocada | "Chuva de alegria."                                                                      |
| Rosa dos Ventos       | Alagoas             | 4º                | "O Nordeste feito a mão."'                                                               |
| Forró Asa Branca      | Bahia               | 5º                | "Balaio junino."                                                                         |
| Pioneiros da Roça     | Sergipe             | 6º                | "Folia de São João: uma mistura de contos, ritmos e tradição."                           |
| Sol Love              | Rio Grande do Norte | 7º                | "Pela água que purifica, o fogo que ilumina, o batismo é a renovação. Ilumina São João." |
| Arrasta Pé            | Maranhão            | 8º                | "Suor do meio dia farinha o ouro nordestino."                                            |
| Fogueirinha           | Paraíba             | 9º                | "Do litoral ao sertão uma Paraíba feita a mão."                                          |
| Asa Branca do Agreste | Piauí               | 10º               | "Chegou São João a grande festa do santuário popular."                                   |

## Campeãs
Esta é uma lista de todas as campeãs do Festival de Quadrilhas Juninas da Globo Nordeste, uma das mais importantes competições brasileiras de quadrilhas juninas estilizadas. 
| Ano  | Quadrilha Junina     | Estado              |
| ---- | -------------------- | ------------------- |
| 1995 | Luar do Sertão       | Alagoas             |
| 1996 | Luar do Sertão       | Alagoas             |
| 1997 | 40° Graus            | Pernambuco          |
| 2001 | Asa Branca           | Alagoas             |
| 2002 | Lumiar               | Pernambuco          |
| 2003 | Lumiar               | Pernambuco          |
| 2004 | Maracangaia          | Sergipe             |
| 2005 | Tradição             | Pernambuco          |
| 2006 | Traque de Massa      | Pernambuco          |
| 2007 | Encanta Natal        | Rio Grande do Norte |
| 2008 | Zé Testinha          | Ceará               |
| 2009 | Unidos em Asa Branca | Sergipe             |
| 2010 | Ceará Junino         | Ceará               |
| 2011 | Tradição             | Pernambuco          |
| 2012 | Dona Matuta          | Pernambuco          |
| 2013 | Moleka 100 Vergonha  | Paraíba             |
| 2014 | Luar do Sertão       | Alagoas             |
| 2015 | Moleka 100 Vergonha  | Paraíba             |
| 2016 | Babaçu               | Ceará               |
| 2017 | Babaçu               | Ceará               |
| 2018 | Lumiar               | Pernambuco          |
| 2019 | Luar do São João     | Piauí               |
| 2023 | Luar do São João     | Piauí               |
| 2024 | Raio de Sol          | Pernambuco          |
| 2025 | Amanhecer no sertão  | Alagoas             |